# Wulong
För andra betydelser, se Wulong (olika betydelser).
Wulong är ett stadsdistrikt i Chongqings storstadsområde i sydvästra Kina. Distriktet bildades 2016 genom en ombildning av häradet Wulong. Häradet tillhörde tidigare provinsen Sichuan, men överfördes till Chongqing när staden fick provinsstatus 1997.

## Administrativ indelning
Distriktet är indelat i fyra stadsdelsdistrikt, tio köpingar, åtta socknar och fyra etniska minoritetssocknar.
Stadsdelsdistrikt (jiedao):

- Fengshan (凤山街道)
- Furong (芙蓉街道)
- Xiannüshan (仙女山街道)
- Yangjiao (羊角街道)

Köpingar (zhen):

- Baima (白马镇)
- Changba (长坝镇)
- Fenglai (凤来镇)
- Heshun (和顺镇)
- Huolu (火炉镇)
- Jiangkou (江口镇)
- Pingqiao (平桥镇)
- Shuanghe (双河镇)
- Tongzi (桐梓镇)
- Yajiang (鸭江镇)

Socknar (xiang):

- Baiyun (白云乡)
- Canggou (沧沟乡)
- Dadonghe (大洞河乡)
- Huangying (黄莺乡)
- Jielong (接龙乡)
- Miaoya (庙垭乡)
- Tudi (土地乡)
- Zhaojia (赵家乡)

Etniska minoritetssocknar (zu xiang):
- Haokou (浩口苗族仡佬族乡) Hàokŏu miáozú gelăozú xiāng (för miaofolket och gelaofolket)
- Houping (后坪苗族土家族乡) Hòupíng miáozú tŭjiāzú xiāng (för miaofolket och tujiafolket)
- Shiqiao (石桥苗族土家族乡) Shíqiáo miáozú tŭjiāzú xiāng (för miaofolket och tujiafolket)
- Wenfu (文复苗族土家族乡) Wénfù miáozú tŭjiāzú xiāng (för miaofolket och tujiafolket)